# Edwin Sánchez
Pour les articles homonymes, voir Sánchez.
Sánchez  Anzola est un nom espagnol. Le premier nom de famille, en général paternel, est Sánchez ; le second, en général maternel, souvent omis, est Anzola.
Edwin Sánchez Anzola, né à Caparrapí (département de Cundinamarca) le 20 juillet 1983, est un coureur cycliste colombien.

## Biographie
Edwin Sánchez remporte la quatrième étape du Tour de Colombie 2015. Natif de Caparrapí, proche de Guaduas, ville-étape du Tour, Sánchez met à profit sa connaissance du parcours pour disloquer la fugue où il avait pris place, puis se débarrasser de son ultime contradicteur Cristian Talero. Il arrive ainsi en vainqueur dans la cité cundinamarquesa, sous les yeux de sa famille.

## Palmarès sur route
- 2006
  - 6e étape de la Vuelta a Sucre (contre-la-montre)
  - 2e de la Vuelta al Oriente
- 2007
  - 6e étape du Tour de Guadeloupe
  - 3e du Tour de Guadeloupe
- 2008
  - Mémorial Augusto Triana
  - 3e du Tour de Guadeloupe
- 2009
  - 3e étape de la Clásica Aguazul
  - 3e du Tour de Guadeloupe
  - 3e de la Clásica Aguazul
- 2010
  - 8e étape b du Tour de Guadeloupe (contre-la-montre)
  - 3e du Tour de Guadeloupe
- 2011
  - Clásica de Soacha :
    - Classement général
    - 1re étape
- 2012
  - 2e étape de la Clásica de Soacha (contre-la-montre)
- 2013
  - Vuelta a la Independencia Nacional
  - Aguinaldo Fusagasugueño
- 2014
  - Vuelta a la Independencia Nacional
  - Clásica de Soacha
- 2015
  - 4e étape du Tour de Colombie
  - 2e de la Clásica de Anapoima
- 2016
  - 4e étape de la Vuelta a Santander
  - 2e du championnat de Colombie du contre-la-montre par équipes
- 2018
  - 4e étape du Grand Prix du Conseil Général de Guadeloupe
  - 7e étape du Tour de la Guadeloupe
  - 2e du Tour de Marie-Galante
- 2019
  - 2e épreuve des Six Jours du Crédit agricole
  - Grand Prix du Conseil Général de Guadeloupe :
    - Classement général
    - 2ea et 2eb (contre-la-montre) étapes
- 2021
  - Grand Prix du Conseil Général de Guadeloupe

## Classements mondiaux
| Année            | 2007 | 2008 | 2009 | 2010 | 2011 | 2012 | 2013 | 2014 | 2015 | 2016 | 2017 | 2018 |
| ---------------- | ---- | ---- | ---- | ---- | ---- | ---- | ---- | ---- | ---- | ---- | ---- | ---- |
| UCI America Tour |      | 130e |      | 98e  |      |      |      | 39e  | 315e |      |      | 304e |
| UCI Europe Tour  | 589e |      |      |      |      |      | 563e |      |      |      |      |      |